# Katherine Heigl

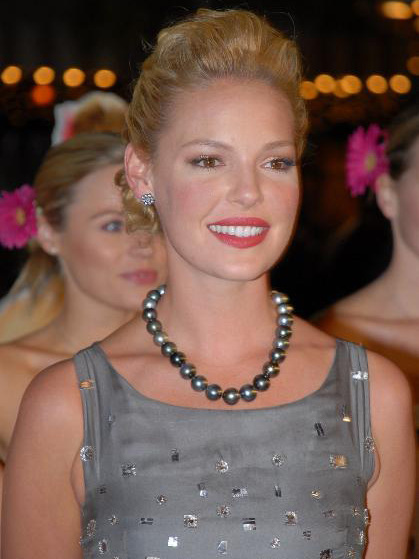
Heigl bei der Premiere von 27 Dresses (2008)

Katherine Marie Heigl (* 24. November 1978 in Washington, D.C.) ist eine US-amerikanische Schauspielerin und Filmproduzentin. Sie ist unter anderem Emmy-Preisträgerin und erlangte vor allem durch die Rolle der Izzie Stevens in der Serie Grey’s Anatomy (2005–2010) sowie durch die Filme Beim ersten Mal (2007), 27 Dresses (2008) und Die nackte Wahrheit (2009) große Bekanntheit.

## Leben und Karriere
Katherine Heigl, die deutsche und irische Vorfahren hat, gehört der Kirche Jesu Christi der Heiligen der Letzten Tage („Mormonen“) an und bezeichnete sich als strenggläubig. Sie ist die Tochter der Personalleiterin Nancy (geborene Engelhardt) und des leitenden Finanzangestellten und Buchhalters Paul Heigl und das jüngste von insgesamt vier Kindern. Ihre Geschwister sind John „Holt“, Margaret „Meg“ (adoptiert) sowie Jason, welcher 1986 im Alter von 15 Jahren infolge eines Verkehrsunfalls starb. Ihr Großvater stammt aus Esslingen am Neckar.
Ein paar Jahre nach ihrer Geburt zogen ihre Eltern mit ihr und den Geschwistern nach Connecticut. Im Alter von neun Jahren wurde sie dank ihrer Tante Kindermodel und war in mehreren Werbespots zu sehen.
1992 erhielt Heigl ihre erste Rolle in Zauber eines Sommers an der Seite von Juliette Lewis. Ein Jahr später spielte Heigl in Steven Soderberghs König der Murmelspieler, bevor sie 1994 ihre erste Hauptrolle als Tochter von Gérard Depardieu in Daddy Cool – Mein Vater der Held hatte. 1995 spielte sie ihre nächste Hauptrolle an der Seite von Steven Seagal in Alarmstufe: Rot 2.
Nachdem Heigl die High School abgeschlossen hatte, zog sie mit ihrer Mutter 1997 nach Los Angeles. Danach spielte Heigl unter anderem Rollen in Prinz Eisenherz (1997) und Chucky und seine Braut (1998). 1999 bis 2002 war sie als Hauptdarstellerin in der Science-Fiction-Serie Roswell zu sehen und hatte 2001 eine Nebenrolle in Schrei wenn Du kannst mit Denise Richards. Anschließend spielte sie überwiegend Rollen in Fernsehfilmen.
Heigl wurde einem größeren Publikum durch die Rolle der Isobel Catherine „Izzie“ Stevens in der Fernsehserie Grey’s Anatomy bekannt, die sie von 2005 bis 2010 spielte. Sie wurde für diese Rolle bei der Primetime-Emmy-Verleihung 2007 als beste Nebendarstellerin in einer Drama-Serie ausgezeichnet, zudem in den Jahren 2007 und 2008 für einen Golden Globe Award nominiert. Im Frühjahr und Sommer 2009 wurde über ihren möglichen Ausstieg nach Staffel 5 spekuliert. Im März 2010 wurde Heigls Ausstieg offiziell bekannt gegeben. Sie verließ die Serie in der 12. Episode der 6. Staffel (Die Entweder-Oder-Falle), die am 21. Januar 2010 auf dem US-Sender ABC ausgestrahlt wurde.
Neben ihrer Fernsehpräsenz konnte Heigl 2007 auch ihre Kinokarriere mit der Komödie Beim ersten Mal wieder vorantreiben. Der Film war weltweit bei Kritikern und Publikum ein Erfolg. In den folgenden Jahren feierte sie auch mit den Hauptrollen in dem Liebesfilm 27 Dresses (2008) und der Komödie Die nackte Wahrheit (2009) Erfolge. 2010 war sie neben Ashton Kutcher in der Action-Komödie Kiss & Kill zu sehen, die im Kino aber ein Flop war. Im selben Jahr spielte sie die Hauptrolle in dem Film So spielt das Leben. In den Jahren 2014 und 2015 war sie Hauptdarstellerin der kurzlebigen NBC-Serie State of Affairs. Die Serie Doubt, mit Heigl in der Hauptrolle, wurde 2017 nach zwei ausgestrahlten Folgen abgesetzt. Von 2018 bis 2019 war sie in Suits zu sehen, seit 2021 spielt sie eine der Hauptrollen in Immer für dich da.
Heigl verdiente laut Vanity Fair allein an zwei Kinofilmen im Jahr 2009 24 Millionen US-Dollar und gehört damit zu den bestbezahlten weiblichen Hollywoodstars.
Sie ist seit dem 23. Dezember 2007 mit dem Sänger Josh Kelley verheiratet. Im September 2009 adoptierte das Paar ein Mädchen aus Korea. Im April 2012 wurde bekannt, dass Heigl und Kelley ein weiteres Kind adoptiert haben. Am 20. Dezember 2016 brachte sie einen Sohn zur Welt.

## Filmografie (Auswahl)

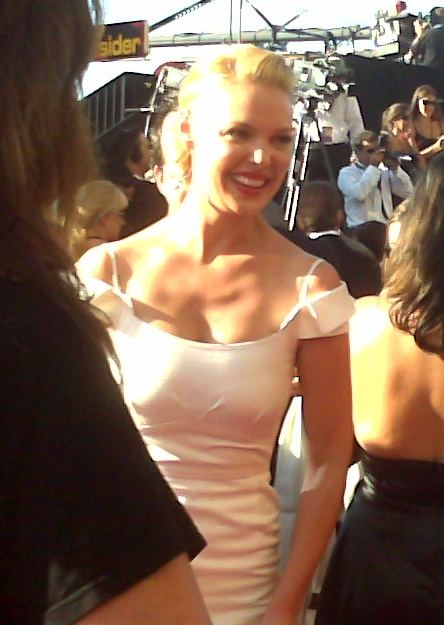
Heigl bei der Primetime-Emmy-Verleihung 2007

### Kinofilme
- 1992: Zauber eines Sommers (That Night)
- 1993: König der Murmelspieler (King of the Hill)
- 1994: Daddy Cool (My Father the Hero)
- 1995: Alarmstufe: Rot 2 (Under Siege 2: Dark Territory)
- 1996: Wenn Wünsche in Erfüllung gehen (Wish Upon a Star)
- 1997: Prinz Eisenherz (Prince Valiant)
- 1997: Stardust – Entscheidung in Hollywood (Stand-ins)
- 1998: Bug Buster
- 1998: Chucky und seine Braut (Bride of Chucky)
- 2000: Eins, zwei, Pie – Wer die Wahl hat, hat die Qual (100 Girls)
- 2001: Schrei wenn Du kannst (Valentine)
- 2003: Descendant
- 2005: Side Effects
- 2005: Dabei sein ist alles (The Ringer)
- 2006: Zyzzyx Road (Zyzzyx Rd)
- 2006: Caffeine
- 2007: Beim ersten Mal (Knocked Up)
- 2008: 27 Dresses
- 2009: Die nackte Wahrheit (The Ugly Truth)
- 2010: Kiss & Kill (Killers)
- 2010: So spielt das Leben (Life As We Know It)
- 2011: Happy New Year (New Year’s Eve)
- 2012: Einmal ist keinmal (One for the Money)
- 2013: The Big Wedding
- 2014: Operation Nussknacker (The Nut Job, Stimme von Andie)
- 2014: Love Me Like You Do – Aus Schicksal wird Liebe (Jackie & Ryan)
- 2015: Home Sweet Hell
- 2015: Jenny’s Wedding
- 2017: Unforgettable – Tödliche Liebe (Unforgettable)
- 2021: Fear of Rain – Die Angst in dir (Fear of Rain)

### Fernsehen
- 1996: Wenn Wünsche in Erfüllung gehen (Wish Upon a Star, Film)
- 1998: Sturm über Mississippi (The Tempest, Film)
- 1999–2002: Roswell (Serie, 61 Folgen)
- 2002: Twilight Zone (The Twilight Zone, Serie, eine Folge)
- 2003: Vegas Dick (Film)
- 2003: Love Comes Softly (Film)
- 2003: Rückkehr des Bösen (Evil Never Dies, Film)
- 2003: Atomalarm in San Francisco (Critical Assembly, Film)
- 2003: Wuthering Heights (Film)
- 2004: Love’s Enduring Promise (Film)
- 2005: Romy und Michele: Hollywood, wir kommen! (Romy and Michelle: In the Beginning, Film)
- 2005–2010: Grey’s Anatomy (Serie, 120 Folgen)
- 2014–2015: State of Affairs (Serie, 13 Folgen)
- 2017: Doubt (Serie, 13 Folgen)
- 2018–2019: Suits (Serie, 26 Folgen)
- 2021–2023: Immer für dich da (Firefly Lane, Serie)

## Auszeichnungen
| Jahr | Award                                          | Kategorie                                                      | Werk                             | Resultat  |
| ---- | ---------------------------------------------- | -------------------------------------------------------------- | -------------------------------- | --------- |
| 1994 | Young Artist Award                             | Beste junge Hauptdarstellerin in einem Spielfilm               | Daddy Cool – Mein Vater der Held | Nominiert |
| 2001 | Saturn Award                                   | Beste Nebendarstellerin – Fernsehen                            | Roswell                          | Nominiert |
| 2001 | Teen Choice Award                              | Beliebteste Seriendarstellerin                                 | Roswell                          | Nominiert |
| 2003 | Character and Morality in Entertainment Awards | Beste Schauspielerin                                           | Love Comes Softly                | Gewonnen  |
| 2005 | Character and Morality in Entertainment Awards | Beste Schauspielerin                                           | Love’s Enduring Promise          | Gewonnen  |
| 2006 | Screen Actors Guild Awards                     | Bestes Schauspielensemble – Drama                              | Grey’s Anatomy                   | Nominiert |
| 2006 | Teen Choice Award                              | Beliebteste Serien-Darstellerin – Drama/Action/Abenteuer       | Grey’s Anatomy                   | Nominiert |
| 2007 | Golden Globe Award                             | Beste Nebendarstellerin – Serie, Mini-Serie oder Fernsehfilm   | Grey’s Anatomy                   | Nominiert |
| 2007 | Emmy Awards                                    | Beste Nebendarstellerin in einer Serie – Drama                 | Grey’s Anatomy                   | Gewonnen  |
| 2007 | Empire Awards                                  | Beste Schauspielerin                                           | Beim ersten Mal                  | Nominiert |
| 2007 | Teen Choice Award                              | Beliebteste Filmschauspielerin – Komödie                       | Beim ersten Mal                  | Nominiert |
| 2007 | Teen Choice Award                              | Beliebteste Serien-Darstellerin – Drama                        | Grey’s Anatomy                   | Nominiert |
| 2007 | Satellite Awards                               | Beste Hauptdarstellerin Komödie/Musical                        | Beim ersten Mal                  | Nominiert |
| 2007 | Screen Actors Guild Awards                     | Bestes Schauspielensemble – Drama                              | Grey’s Anatomy                   | Gewonnen  |
| 2008 | Screen Actors Guild Awards                     | Bestes Schauspielensemble – Drama                              | Grey’s Anatomy                   | Nominiert |
| 2008 | Golden Globe Award                             | Beste Nebendarstellerin – Serie, Mini-Serie oder Fernsehfilm   | Grey’s Anatomy                   | Nominiert |
| 2008 | MTV Movie Awards                               | Beste weibliche Performance                                    | Beim ersten Mal                  | Nominiert |
| 2008 | People’s Choice Award                          | Bester weiblicher TV-Star – Drama                              | Grey’s Anatomy                   | Gewonnen  |
| 2009 | Satellite Awards                               | Beste Schauspielerin in einem Spielfilm – Musical oder Komödie | Die nackte Wahrheit              | Nominiert |
| 2009 | Teen Choice Award                              | Choice Summer Movie Star: Female                               | Die nackte Wahrheit              | Nominiert |
| 2010 | People’s Choice Award                          | Bester weiblicher TV-Star – Drama                              | Grey’s Anatomy                   | Gewonnen  |
| 2011 | People’s Choice Award                          | Bester weiblicher Film-Star                                    |                                  | Nominiert |
| 2013 | Goldene Himbeere                               | Schlechteste Schauspielerin                                    | Einmal ist keinmal               | Nominiert |
| 2014 | Goldene Himbeere                               | Schlechteste Nebendarstellerin                                 | The Big Wedding                  | Nominiert |
| 2016 | Goldene Himbeere                               | Schlechteste Schauspielerin                                    | Home Sweet Hell                  | Nominiert |
| 2018 | Goldene Himbeere                               | Schlechteste Schauspielerin                                    | Unforgettable – Tödliche Liebe   | Nominiert |